# Irena Ogrska
Irena Ogrska (srednjeveško grško Είρήνη, latinizirano: Eirini), rojena kot Piroska, je bila po poroki z Ivanom II. Komnenom bizantinska cesarica soproga, * 1088, † 13. avgust 1134. 
Pravoslavne cerkve jo častijo kot svetnico. 

## Življenje
Ime Piroska je madžarska izpeljanka latinskega imena Prisca, dobesedno 'starodavna', a pomeni 'resno' ali 'težko' vedenje. Bila je hči ogrskega kralja Ladislava I. in Adelajde Rheinfeldenske. Mati ji je umrla leta 1090, ko je bila še otrok. Oče ji je umrl 29. julija 1095. Na ogrskem prestolu ga je nasledil njegov nečak Koloman. 
V prizadevanju za izboljšanje odnosov z Aleksejem I. Komnenom, cesarjem Bizantinskega cesarstva,  je Koloman izpogajal poroko Piroske z Ivanom II. Komnenom, najstarejšim sinom Alekseja I. in Irene Dukas. Ivan II. je konec leta 1092 postal očetov sovladar in njegov izbrani naslednik. 
Piroska se je po uspešnih pogajanjih leta 1104 poročila z Ivanom II. Po poroki se je preselila v Konstantinopel, se spreobrnila v pravoslavje in preimenovala v Ireno. 
Irena se ni ukvarjala z državno politiko, ampak se je posvetila duhovnosti in svojim številnim otrokom. Z možem sta bila pokrovitelja gradnje samostana Kristusa Pantokratorja (zdaj mošeja Zeyrek) v Konstantinoplu. V sklopu samostana so bile tri cerkve in bolnišnica s 5 oddelki, odprta za ljudi vseh družbenih slojev.
Irena je umrla 13. avgusta 1134 in bila kasneje čaščena kot sveta Irena.

## Otroci
Irena in Ivan sta imela osem otrok. Primarni vir podatkov o zaporednju njihovih rojstev je kronika Nikite Honiata. 
- Aleksej Komnen (februar 1106 – 1142), od leta 1122 do 1142 sovladar; njegovo rojstvo je omenjeno v Aleksiadi Ane Komnene.
- Marija Komnena (* februar 1106), Aleksejeva dvojčica, poročena z Ivanom Rogerijem Dalasenom.
- Andronik Komnen († 1142).
- Ana Komnena, poročena s Štefanom Kontostefanom.
- Izak Komnen († 1154).
- Teodora Komnena († 12. maj  1157), poročena z Manuelom Anemom.
- Evdokija Komnena, poročena s Teodorjem Vatacom.
- Manuel I. Komnen († 1180), od leta 1143 do 1180 cesar Bizantinskega cesarstva.